# Giống trâu

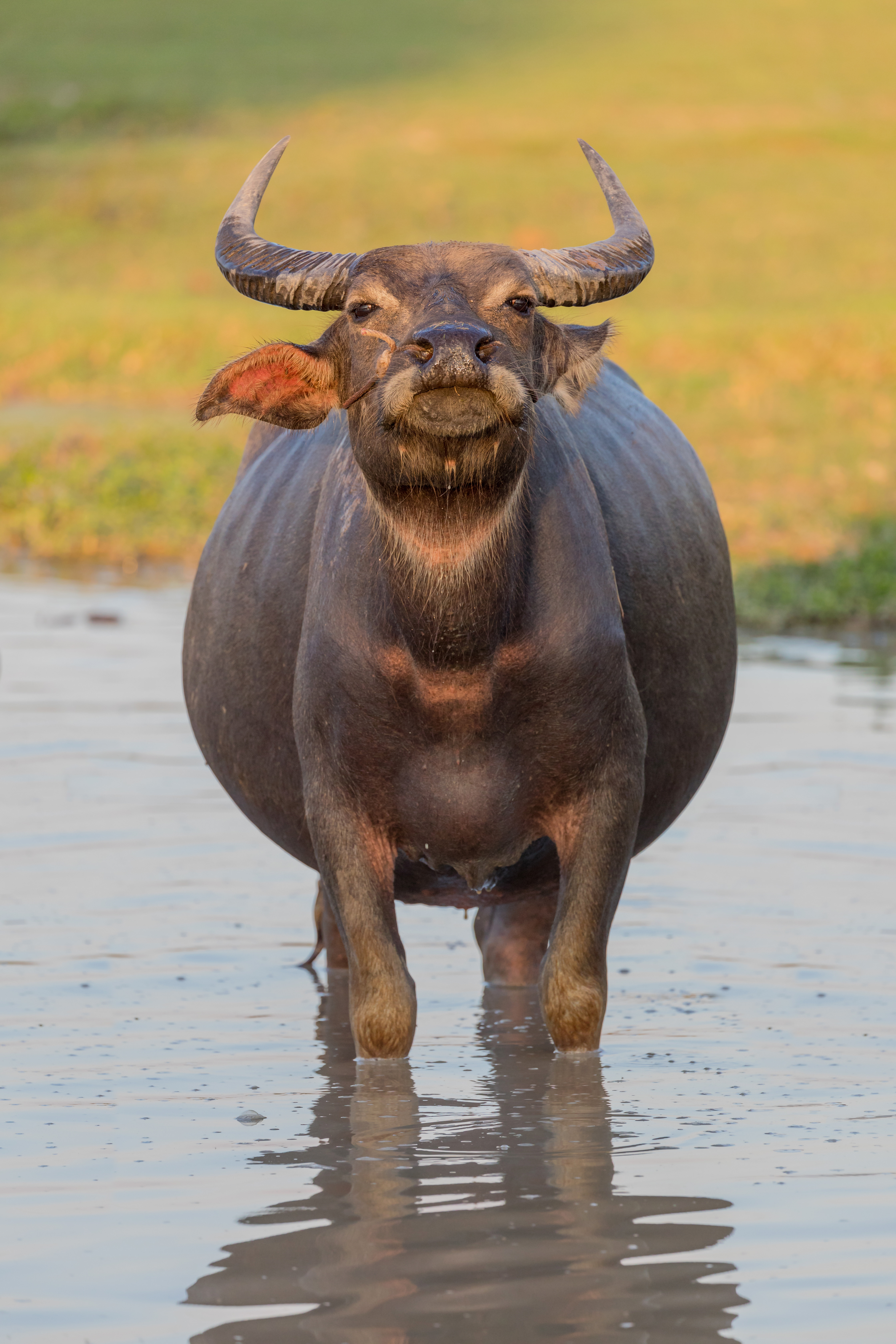
Tổng thể một con trâu thuộc giống trâu địa phương ở Lào

Trâu nhà hay còn gọi là trâu nước là các loài trâu nhà đã được con người thuần hóa. Chúng đã được lai tạo, chọn giống chủ yếu là ở châu Á từ hàng ngàn năm để con người sử dụng trong hoạt động sản xuất, hoạt động nông nghiệp. Chúng được nuôi sử dụng như một đại gia súc chủ lực trong việc lấy sức kéo và cho sữa và thịt trâu. Hai loại trâu được ghi nhận là nuôi phổ biến rộng rãi gồm loại trâu sông và các loại trâu đầm lầy, trâu nhà gồm hai loại trâu sông (River buffalo) và trâu đầm lầy (Swamp buffalo). Chúng có chung nguồn gốc từ trâu rừng nhưng khác nhau về số lượng nhiễm sắc thể. Do quá trình chọn lọc nhân tạo và tùy vào mục đích sử dụng mà ngoại hình và khả năng sản xuất của hai loại hình trâu có những đặc điểm khác nhau phù hợp với quá trình chọn lọc.

## Các dòng
Hiện nay chỉ còn một số ít trâu rừng sống ở trên rừng Đông Nam Á như Thái lan, Việt Nam, Lào, Malaysia, Sri Lanka, Borneo, Miến Điện và Campuchia, những khảo cứu về các loại trâu ở Trung Quốc, Ấn Độ, Ba Tây, Đông Nam Á và Úc Châu cho thấy quá trình thuần hoá, phối giống khác nhau. Hình dạng trâu nhà lớn nhỏ theo từng điạ phương, sừng, màu da cũng khác nhau, trâu nước thì có hơn 150 triệu con được thuần hóa trên thế giới. Ở Việt Nam có giống trâu nhà tên khoa học gọi là Buffalus indicus. Người Việt chọn và lai giống nhiều loại, trâu nhỏ con để kéo cày, loại to con để kéo gỗ, trâu da xanh đen, xám sẫm, nâu, vàng nhạt, có loại da sáng hồng, lông màu trắng, nên người ta gọi "trâu trắng, trâu đen".
Trên thế giới quốc gia nuôi trâu nhiều nhất là Vùng Tây Bắc Ấn Độ có nhiều loại. Hơn 77 triệu con gồm hàng chục giống trâu khác nhau như: trâu Murrah, trâu Nilli Ravi kundi, Surji, Mehsana, Jafarabadi, Kelabandi, Sambaipur. Trong đó, loại trâu Murrah sừng xoắn, có nhiều nơi trên thế giới nhưng không chịu được nóng. Người Ấn thờ bò nên phát triển nuôi trâu để kéo cày, ăn thịt lấy sữa vì sữa trâu có ít Cholesterin trong lúc sữa bò có đến 3,14 mg và nhiều chất: Kalzium, Eisen, Phosphor và Vitamin A. Hầu hết 90% trâu sinh sống ở Đông Nam Á Châu. Các Quốc gia Luỡng Hà, Caucacus (Nga) cho tới vùng Balkan nuôi nhiều loại trâu để lấy sửa và ăn thịt. Những loại trâu nầy lông da xám đen, rất ít màu hung đỏ có đốm trắng ở đầu, chân và đuôi, đôi khi loang trắng ở mình, sừng dài xoắn uốn cong thành hình lưỡi liềm. Ai Cập loại trâu thường thấy là: Beheri và Saidi sừng ngắn hơi cong về phía sau.
Trâu đầm lầy tập trung ở vùng Đông Nam Á, có nhiều nhất ở Thái Lan, Campuchia, Lào, Việt Nam, Malaysia, Indonesia, Philipine, Trung Quốc. Trâu đầm lầy ít được chọn lọc cải tiến, gần với trâu rừng hơn. Trâu Arni (Bubalus arnee). Là loại trâu hoang sống ở Ấn Độ và chỉ riêng loại trâu này được thuần dưỡng. Trâu arni có tầm vóc to lớn: cao vây 1,5 m-1,7 m; có con cao tới 2 m và nặng đến 1 tấn. Trâu Arni được thuần hoá là trâu nước Bubalus bubalis.
Trâu sông (được chọn lọc cải tạo qua thời gian dài theo hướng sản xuất sữa, bầu vú phát triển, các núm vú to được sắp xếp cân đối thích hợp cho việc khai thác sữa. Trâu sông tập trung ở Tây Á, sử dụng chủ yếu để khai thác sữa, do được chọn lọc và cải tạo nhiều nên hình thành nhiều giống riêng biệt vớicác loại hình khác nhau, và nhìn chun có khả năng sản xuất thịt sữa cao. Chỉ ở vùng Nam Á đã có tới 18 giống trâu sông khác nhau, được xếp vào 5 nhóm với các giống chính là: 
- Nhóm trâu Murrah có các giống chính là trâu Murrah, trâu Nili-Ravi, trâu Kundi.
- Nhóm trâu Gujarak có các giống chính là trâu Surti, trâu Mehsana, trâu Jafarabadi.
- Nhóm trâu Uttar Pradesh có các giống chính là trâu Bhadawari, trâu Tarai.
- Nhóm trâu vùng Trung Ấn có các giống chính là trâu Nagpuri, trâu Pandharpuri, trâu Manda, trâu Jerangi, trâu Kalahandi, trâu Sambalpur.
- Nhóm trâu vùng Nam Ấn có các giống chính là trâu Toda, trâu Nam Kanara.

## Các giống
| Tên                       | Nguồn gốc          | Sử dụng                  | Hình |
| ------------------------- | ------------------ | ------------------------ | ---- |
| Trâu Albinoid trung phần  | Bangladesh         |                          |      |
| Trâu Albinoid miền Tây    | Bangladesh         |                          |      |
| Trâu Allamoose            | Iraq               | Sức kéo, sữa             |      |
| Trâu Anadolu Mandası      | Thổ Nhĩ Kỳ         |                          |      |
| Trâu Anoa                 | Indonesia          |                          |      |
| Trâu Arna                 | Nepal              |                          |      |
| Trâu Arni                 | Ấn Độ              |                          |      |
| Trâu Assam                | Ấn Độ              |                          |      |
| Trâu đầm lầy Úc           | Úc                 |                          |      |
| Trâu Azerbaijan           | Azerbaijan         |                          |      |
| Trâu Azi Kheli            | Pakistan           |                          |      |
| Trâu Banni                | Ấn Độ              |                          |      |
| Trâu Beheri               | Ai Cập             |                          |      |
| Trâu Bhadawari            | Ấn Độ              | Sức kéo, sữa             |      |
| Trâu Binhu                | Trung Quốc         |                          |      |
| Trâu Borneo               | Malaysia           |                          |      |
| Trâu Pantano              | Cuba               |                          |      |
| Trâu Rio                  | Cuba               |                          |      |
| Trâu Buffalypso           | Trinidad và Tobago |                          |      |
| Trâu Bulgari              | Bulgaria           |                          |      |
| Trâu Murrah Bulgari       | Bulgaria           | Sữa                      |      |
| Trâu Campuchia            | Philippines        |                          |      |
| Carabao                   | Philippines        | Sức kéo, sữa, thịt trâu  |      |
| Trâu Caucasian            | Gruzia Nga         | Thịt, sữa                |      |
| Trâu Chilika              | Ấn Độ              |                          |      |
| Trâu Congo                | Cộng hòa Congo     |                          |      |
| Trâu Dé                   | Việt Nam           | Sức kéo, thịt            |      |
| Trâu Dechang              | Trung Quốc         |                          |      |
| Trâu Dehong               | Trung Quốc         |                          |      |
| Trâu Domaci bivo          | Serbia             |                          |      |
| Trâu Dongliu              | Trung Quốc         |                          |      |
| Trâu Baladi               | Ai Cập             |                          |      |
| Trâu Ai Cập               | Ai Cập             | Sức kéo, sữa             |      |
| Trâu núi Nga Mi           | Trung Quốc         |                          |      |
| Trâu Fuan                 | Trung Quốc         |                          |      |
| Trâu Fuling               | Trung Quốc         |                          |      |
| Trâu Fuzhong              | Trung Quốc         |                          |      |
| Trâu Gaddi                | Nepal              |                          |      |
| Trâu Gruzia               | Gruzia             |                          |      |
| Trâu Ghab                 | Syria              |                          |      |
| Trâu Gilani               | Iran               |                          |      |
| Trâu Godavari             | Ấn Độ              |                          |      |
| Trâu Hy Lạp               | Hy Lạp             |                          |      |
| Trâu Quý Châu             | Trung Quốc         |                          |      |
| Trâu Quý Châu trắng       | Trung Quốc         |                          |      |
| Trâu Haizi                | Trung Quốc         |                          |      |
| Trâu Iran Azari           | Iran               |                          |      |
| Trâu Ý                    | Venezuela          |                          |      |
| Trâu Jafarabadi           | Ấn Độ              |                          |      |
| Trâu Jerangi              | Ấn Độ              |                          |      |
| Trâu Jianghan             | Trung Quốc         |                          |      |
| Trâu Kalaban              | Brazil             |                          |      |
| Trâu Kalahandi            | Ấn Độ              |                          |      |
| Trâu Kalang               | Indonesia          |                          |      |
| Trâu Kebo                 | Indonesia          |                          |      |
| Trâu Kerbau-Gunung        | Indonesia          |                          |      |
| Trâu Kerbau-Indonesia     | Indonesia          |                          |      |
| Trâu Kerbau-Kalang        | Indonesia          |                          |      |
| Trâu Kerbau Moa           | Indonesia          |                          |      |
| Trâu Kerbau-Murrah        | Indonesia          |                          |      |
| Trâu Kerbau-Sawah         | Malaysia           |                          |      |
| Trâu Kerbau-Sumatra-Barat | Indonesia          |                          |      |
| Trâu Kerbau-Sumatra-Utara | Indonesia          |                          |      |
| Trâu Khoozestani          | Iran               |                          |      |
| Trâu Khouay               | Lào                | Sức kéo, sữa             |      |
| Trâu Krabue               | Thái Lan           |                          |      |
| Trâu Kundhi               | Pakistan           |                          |      |
| Trâu Lanka                | Sri Lanka          |                          |      |
| Trâu Langbiang            | Việt Nam           | Sức kéo, thịt, tế lễ     |      |
| Trâu Lime                 | Nepal              |                          |      |
| Trâu Mahish               | Bangladesh         |                          |      |
| Trâu Manda                | Ấn Độ              |                          |      |
| Trâu Mannar               | Sri Lanka          |                          |      |
| Trâu Marathwada           | Ấn Độ              |                          |      |
| Trâu Masri                | Ai Cập             |                          |      |
| Trâu Ý                    | Ý                  |                          |      |
| Trâu Địa Trung Hải        | Địa Trung Hải      |                          |      |
| Trâu Mehsana              | Ấn Độ              |                          |      |
| Trâu Mestizo              | Philippines        |                          |      |
| Trâu Minufi               | Ai Cập             |                          |      |
| Trâu Monouli              | Ai Cập             |                          |      |
| Trâu núi                  | Campuchia          |                          |      |
| Trâu núi Tàu              | Trung Quốc         |                          |      |
| Trâu Munding              | Indonesia          |                          |      |
| Trâu Murrah               | Ấn Độ              | Sữa                      |      |
| Trâu đầm lầy Miến Điện    | Myanmar            |                          |      |
| Trâu Nagpuri              | Ấn Độ              |                          |      |
| Trâu bản địa trung phần   | Bangladesh         |                          |      |
| Trâu bản địa miền Đông    | Bangladesh         |                          |      |
| Trâu bản địa miền Nam     | Bangladesh         |                          |      |
| Trâu bản địa miền Tây     | Bangladesh         |                          |      |
| Trâu Nelore               | Argentina          |                          |      |
| Trâu đồi Nepal            | Nepal              |                          |      |
| Trâu núi Nepal            | Nepal              |                          |      |
| Trâu Ngố                  | Việt Nam           | Sức kéo, thịt, chọi trâu |      |
| Trâu Nili                 | Ấn Độ, Pakistan    |                          |      |
| Trâu Nili-Ravi            | Ấn Độ, Pakistan    | Sữa                      |      |
| Trâu Nondescript          | Pakistan           |                          |      |
| Trâu Pampangan            | Indonesia          |                          |      |
| Trâu Pandharpuri          | Ấn Độ              |                          |      |
| Trâu Tân Guinea           | Papua New Guinea   |                          |      |
| Trâu Parkote              | Nepal              |                          |      |
| Trâu đồng bằng            | Campuchia          |                          |      |
| Trâu Ravi                 | Pakistan           |                          |      |
| Trâu sông Úc              | Úc                 |                          |      |
| Trâu Romani               | Romania            |                          |      |
| Trâu Rosilho              | Brazil             |                          |      |
| Trâu Saidi                | Ai Cập             |                          |      |
| Trâu Sambalpur            | Ấn Độ              |                          |      |
| Trâu Selembu              | Malaysia           |                          |      |
| Trâu Thượng Hải           | Trung Quốc         |                          |      |
| Trâu Shan Kywe            | Myanmar            |                          |      |
| Trâu Shannan              | Trung Quốc         |                          |      |
| Trâu Vân Nam              | Trung Quốc         |                          |      |
| Trâu Nam Kanara           | Ấn Độ              |                          |      |
| Trâu Sumbawa              | Indonesia          |                          |      |
| Trâu Surti                | Ấn Độ, Sri Lanka   |                          |      |
| Trâu đầm Indonesia        | Indonesia          |                          |      |
| Trâu Đài Loan             | Trung Quốc         |                          |      |
| Trâu Tamankaduwa          | Sri Lanka          |                          |      |
| Trâu Tamarao              | Philippines        |                          |      |
| Trâu Tarai                | Ấn Độ, Nepal       |                          |      |
| Trâu Tedong               | Indonesia          |                          |      |
| Trâu Tipo Baio            | Brazil             |                          |      |
| Trâu Toda                 | Ấn Độ              |                          |      |
| Trâu Toraya               | Indonesia          | Sữa, thịt, sức kéo       |      |
| Trâu nội                  | Việt Nam           | Sức kéo, thịt            |      |
| Trâu Trinitario           | Venezuela          |                          |      |
| Trâu Wenzhou              | Trung Quốc         |                          |      |
| Trâu Xiajiang             | Trung Quốc         |                          |      |
| Trâu Xilin                | Trung Quốc         |                          |      |
| Trâu núi Xinfeng          | Trung Quốc         |                          |      |
| Trâu Xinglong             | Trung Quốc         |                          |      |
| Trâu Xinyang              | Trung Quốc         |                          |      |
| Trâu Yanjin               | Trung Quốc         |                          |      |
| Trâu Yibin                | Trung Quốc         |                          |      |

## Một số giống
- Trâu Murrah (phát âm tiếng Việt: Trâu Mu-ra) hay còn gọi là trâu Ấn Độ là một giống trâu có nguồn gốc từ Ấn Độ, đây là một giống trâu chuyên chăn nuôi để lấy sữa. Chúng còn có tên là trâu Dehli tên trung tâm của giống trâu này. Trâu Murrah có sừng xoắn khác với trâu thường có sừng vòng cung,đây cũng là giống trâu cho nhiều sữa, một con trâu Murrah ở Ấn có thể cho đến 3.000 lít sữa/năm.
- Trâu Niliravi hay còn gọi là trâu Nili-Ravi còn được gọi với cái tên là trâu Sandal Bar là một giống trâu có nguồn gốc từ Ấn Độ. Chúng là một giống trâu được xuất phát từ giống trâu Murrah. Các nhà khoa học Ấn Độ cũng đã lai tạo được một giống trâu siêu chủng, đặt tên là Nili-Ravi[2]. Chúng thuộc nhóm trâu sữa thuộc nhóm trâu sông, gốc vùng sông Xutlây (Sutlej) và thung lũng Ravi (Ravi) trù phú thuộc Pakixtan. Đây là một giống trâu có tầm vóc lớn dùng sản xuất sữa, chủ yếu có màu đen, sừng nhỏ ngắn, đuôi dài, chúng có màu lông da đen, nhưng cũng có con màu hơi nâu, chiếm khoảng 15% đàn, vệt trắng ở trên mặt là đặc trưng dễ nhận biết giống này.
- Trâu Surti hay còn được gọi là trâu Surati vì nó có nguồn gốc từ thị trấn Surat thuộc Ấn Độ là một giống trâu sữa có nguồn gốc từ Ấn Độ. Mầu phổ biến của trâu Surti là đen và nâu. Lông ở dưới đầu gối và khoeo chân thường là xám, hơi trắng và thường có một vệt trắng phía trên mắt Trâu Surti có hình dáng đẹp, tầm vóc trung bình, lưng thẳng, chân khá thấp. Bầu vú có dáng cân đối, da bầu vú màu hồng, các núm vú đều đặn. Con đực trưởng thành cân nặng từ 640 kg đến 700 kg, con cái 550 – 650 kg. Chiều cao trung bình ở con đực là 134 cm, con cái là 124 cm. Năng suất sữa trung bình của trâu là 2070 kg /chu kỳ, với 7,9% chất béo.
- Trâu đầm lầy là một giống trâu trong nhóm trâu nước, được tìm thấy ở Philippines nhưng được du nhập bởi người Mã Lai từ lâu. Sau này do trâu được nuôi ở những vùng khác nhau nên có những tên gọi địa phương khác nhau như trâu Carabo (karabàw) ở Philippines, trâu Krbau (kerbau) ở Malaysia… có 48 nhiễm sắc thể. Giống trâu nầy còn là con vật biểu tượng quốc gia của Philippines.
- Trâu nội: thuộc nhóm trâu đầm lầy châu Á. Kết cấu ngoại hình với mục đích kéo cày là chủ yếu. Màu đặc trưng màu tro sẫm, lông thưa, da dày khô. Đại bộ phận có vạch loang cắt ngang qua phía dưới cổ họng và một hình chữ V thấp hơn chạy ngang qua phía trên ngực. Ít khi có trâu màu trắng. Đầu to ngắn, sừng dài, đen, nhọn và cong về phía sau; mắt sâu, lông mi dài; tai to, rộng, bên trong có nhiều lông; cổ dài thẳng, có nhiều nếp nhăn; vai vạm vỡ khỏe mạnh; ngực lép; bụng to tròn; lưng dốc về phía sau. Mông thường phát triển tốt; đuôi ngắn; vú nhỏ và lùi về phía sau.
- Trâu Ngố: Có nguồn gốc ở miền Bắc Việt Nam, đặc biệt là các tỉnh miền núi phía Bắc như vùng Lục Yên thuộc Yên Bái, vùng Hàm Yên thuộc Tuyên Quang và huyện vùng cao Chiêm Hóa, Tuyên Quang vốn nổi tiếng có giống trâu ngố vóc dáng to, khỏe. Giống trâu ngố Lục Yên là giống trâu tốt, có tầm vóc to, khỏe. Những con trâu ốm yếu thì được gọi là trâu Dé.
- Trâu Langbiang hay còn gọi là trâu Lạc Dương được nuôi tại huyện Lạc Dương, Lâm Đồng. Trâu có sừng, chân to, ngắn, mông nở, cổ dài và nhỏ với 2-3 vòng trắng dưới cổ rất dễ nhìn, mặt và mắt cũng có nhiều điểm trắng. Đây là loài trâu đầm to nhất so với đồng loại ở các vùng miền khác của Việt Nam. Khối lượng trung bình của trâu đực Lang Biang là 669 kg và con cái là 500 kg, cá biệt, một số trâu cái nặng tới 874 kg (vòng ngực 223 cm, chiều cao thân 139 cm), Trong khi đó, trâu đầm to nhất ở Việt Nam chỉ nặng 450–500 kg.
- Trâu Bảo Yên là giống trâu được nuôi tại huyện Bảo Yên thuộc tỉnh Lào Cai, nơi được coi là vùng trâu giống Quốc gia của Việt Nam. Trâu Bảo Yên đã được cấp văn bằng bảo hộ chỉ dẫn địa lý tại Việt Nam. Trâu Bảo Yên có từ xa xưa, chủ yếu là trâu nội. Đến 1960, Bộ Nông nghiệp Việt Nam nhập trâu Murah từ Ấn Độ nhằm cải tạo, nâng cao năng suất, sức kéo đàn trâu địa phương, trâu ở Bảo Yên là trâu lai (Murah – Nội). Từ đó, Bảo Yên trở thành vùng trâu giống tốt nhất khu vực miền núi phía Bắc và cho đến nay luôn được coi là vùng trâu giống quốc gia. Chúng là đấu sĩ trong Lễ hội chọi trâu Bảo Hà

## Chọn giống

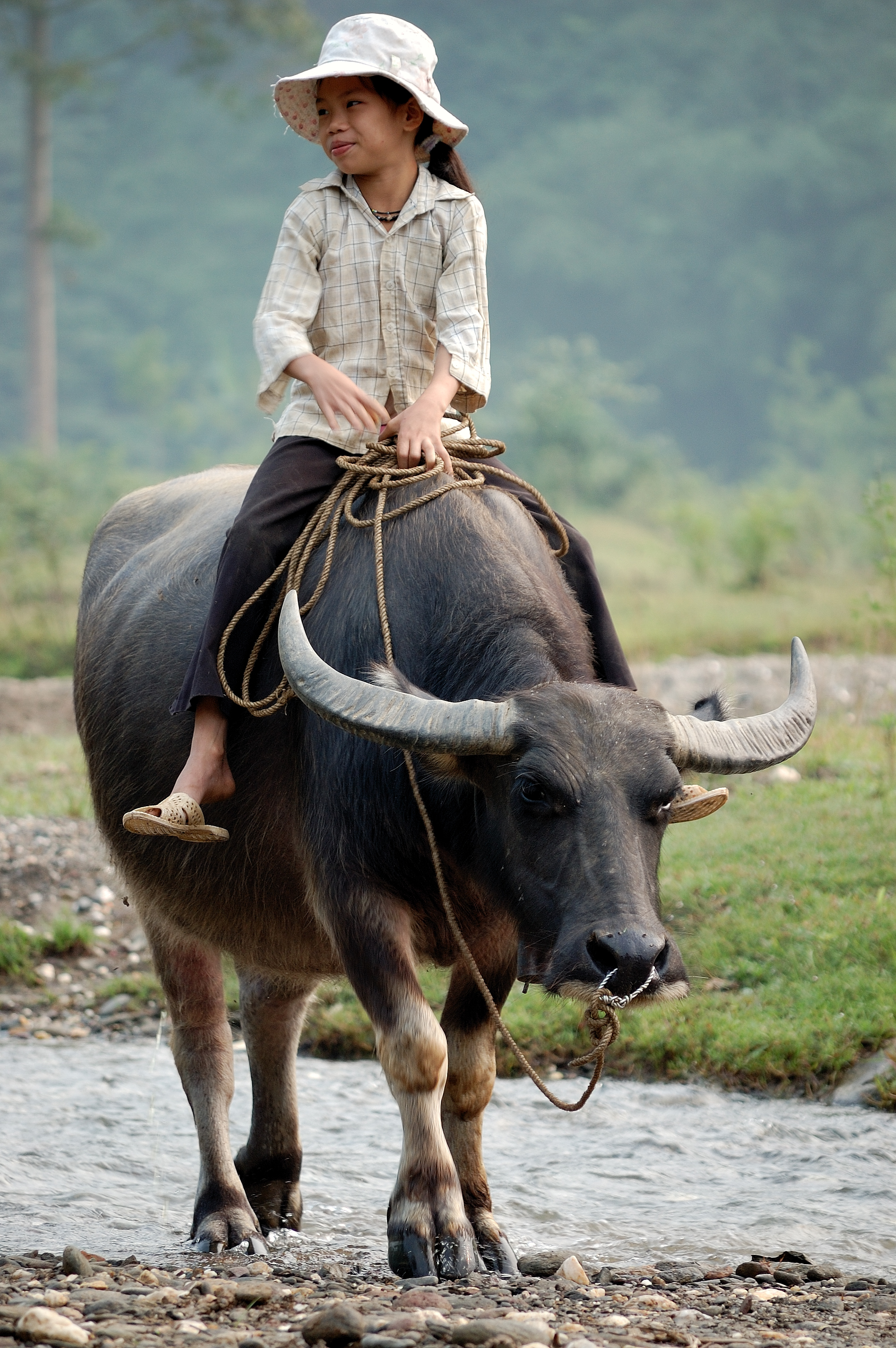
Người Việt có nhiều kinh nghiệm trong chọn trâu

Việt Nam có một kho tàng kinh nghiệm liên quan đến việc nuôi trâu từ khâu chọn giống cho đến khi chăm sóc. Theo kinh nghiệm thì khi mua trâu nên mua trâu ở các vùng núi phía Bắc, tránh mua trâu ở miền Trung hoặc miền Nam vì trâu phía Bắc chịu rét tốt hơn. Khi mua trâu về bắt buộc phải tiêm phòng các loại bệnh dịch tả, tụ huyết trùng, lở mồm long móng và tẩy giun sán cho đàn trâu. Quan trọng nhất là phải tránh muỗi, mòng cắn trâu Khi nuôi trầu cần nhớ mặt mũi từng con một, cách ăn uống của chúng, tính nết của từng con trâu một trong dân gian Việt Nam có câu "Mua trâu xem vó, mua chó xem chân".
Việc chọn trâu tốt để nuôi là điều quan tâm hàng đầu của người nông dân, bởi vì con vật ấy là đầu cơ nghiệp. Kinh nghiệm chọn giống trâu được đúc kết thành câu thành ngữ: "Tai lá mít, đít lồng bàn, sừng cánh ná, dạ bình vôi" cho thấy diện mạo một con trâu chắc khoẻ, đẹp mã, dẻo dai, khỏe khoắn, hữu dụng. Trước tiên, để chọn trâu tốt thì cần chú ý đến chân tay của trâu con (nghé), chân tay càng to khỏe đồng nghĩa với việc, nghé càng khỏe mạnh, thứ hai là màu lông và màu da, nghé có màu lông và da càng đen càng tốt, thứ ba là khoáy, nghé có bốn khoáy chuông là trâu tốt.
Còn có các câu thành ngữ, tục ngữ về kinh nghiệm để chọn được trâu tốt: Mắn đẻ cày tài hay Mua trâu xem sừng, mua chó xem lưng hoặc là Trâu cổ cò, bò cổ giải, còn có câu Lang đuôi thì bán, lang trán thì nuôi rồi những câu như Đầu thanh, cao tiền, thấp hậu, chẳng tậu cũng hoài những câu tục ngữ cụ thể như: Sừng cánh ná, dạ bình vôi, mắt ốc nhồi, Ăn ra lôi, cày ra thép; kinh nghiệm chọn trâu là Trâu to ngà, càng già đường kéo; rồi xem tướng trâu: Da đồng, lông mốc, Đầu thanh, mặt nhẹ, khô chân/Vai cao, mình thẳng, mặt gân, sườn tròn/Chùng đùi, thắt quản, ngắn đuôi, to ngà, móng hến thì nuôi đáng tiền.
Những con trâu dáng đẹp như: Trâu hoa tai, bò gai sừng, hoặc trâu chóp tóc, bò mũi mấu ám chỉ những con trâu khỏe thì giá bán càng cao. Ngoài ra, theo kinh nghiệm của người dân nơi đây, hình thức, đặc điểm của con trâu còn báo trước rằng gia chủ gặp phúc hay họa. Khi đi chợ mua trâu cũng đều thuộc nằm lòng câu "đầu tang, xoáy tóc, hàm sà, trong ba thứ ấy cửa nhà ra đi", đó là tiêu chí cần tránh trước tiên. Người ta còn rất kị loại "trâu cười" tức là đêm đến khi dùng đèn soi vào mặt thì nó nhe răng, hay trâu "tam trinh" tức ba mắt có một cục lồi giữa trán giống như con mắt thứ ba, hay trâu "bạch thiệt" (trắng lưỡi) hay loại bị "đốm đuôi" (đuôi bị trắng).
Đối với đồng bào vùng cao ở Việt Nam thì con trâu được coi như đầu cơ nghiệp, đó là tài sản đáng giá nhất trong nhà, do đó việc chọn được con trâu ưng ý là quan trọng, có những con trâu có tướng dáng kỳ lạ cũng được ưa chuộng. Chẳng hạn như trâu "thạch sùng bám cổ" sừng quặp ở dốc Pha Long vùng cao xã Dìn Chin, huyện Mường Khương, những con trâu bình thường, ngay từ nhỏ, cặp sừng đã mọc hướng lên phía trên đỉnh đầu nhưng con trâu này có cặp sừng dài quặp xuống phía dưới đến ngang ức, trông gần giống như sừng bò tót hay sừng một loài trâu rừng, dưới cổ lại có vệt lông trắng gọi là "thạch sùng bám cổ" nên là con trâu tốt và đem lại may mắn cho chủ, nết hiền và ngoan, không húc nhau với trâu khác và cày bừa rất chăm chỉ
Đối với chọn giống trâu chọi, những "ông trâu" có tố chất vô địch phải có điểm đặc biệt như cặp sừng phải dài, cứng rắn và phải nhọn, mắt trâu phải nhỏ, con mắt phải càng đỏ càng tốt, mí mắt dày, cổ to, ngực nở, lưng thẳng, da trâu chọi phải dày, lông cứng, móng chắc, chân to, các xoáy trên lông phải đẹp. Những con có xoáy đóng giữa tam đinh–phần giữa 2 mắt và trán–có tên gọi "tam đinh tóc trát" thì được săn lùng vì trâu có tam đinh tóc trát thì rất lỳ đòn, trán trâu cũng bắt buộc phải thẳng nếu chỉ cần trán hơi dô, sau một cú húc sẽ khiến trâu chấn động mạnh, choáng váng và xuất hiện việc lâm trận bỏ chạy, nếu trâu trán dô mà thực hiện miếng đánh "hổ lao" (lao thẳng, mạnh với khoảng cách xa, tốc độ cao) thì có thể khiến trâu vỡ sọ, chết ngay tại chỗ
Thời điểm trâu lớn nhanh là vào tháng 5 đến tháng 6, khi đó tranh thủ thời gian chuyển vụ giữa vụ lúa xuân và vụ mùa, thả trâu cả đêm ngoài đồng để trâu ăn các mầm lúa non mà người dân quen gọi là "trâu lúa". Tuy nhiên đến mùa đông, trâu thường chịu rét kém nên cần phải chăm sóc tốt, bảo đảm đủ cỏ tươi, giữ ấm cho đàn trâu và tuỳ thời tiết mà chăn thả cho phù hợp. Không nên chăn thả lẫn với các đàn trâu khác, những ngày rét phải pha nước muối ấm cho trâu uống và thả muộn, khi trời đã tan giá và đưa trâu về sớm hơn thường ngày, như vậy vừa tạo điều kiện để trâu, bò có thời gian vận động, thích nghi dần với thời tiết và tận dụng được nguồn thức ăn sẵn có ngoài tự nhiên, dành thức ăn chuẩn bị sẵn cho các đợt rét khác. Kinh nghiệm muốn lãi nhanh phải biết chọn thời cơ mua trâu ở đồng rừng về chăn thả.
Tuổi của trâu là một tiêu chuẩn để đánh giá chất lượng quan trọng của một con trâu, căn cứ vào quy luật mọc răng, thay răng và mức độ mòn của răng (đối với răng cửa hàm dưới) người ta có thể biết được tuổi trâu. Cách xác định tuổi trâu như sau:
- Đối với nghé (trâu con) khi thấy đã mọc đủ 8 răng sữa thì nó đã được 6-7 tháng tuổi.
- Đối với trâu, khi thấy 2 răng sữa chính giữa (răng số 1) rụng là trâu được 20-22 tháng tuổi. Từ tuổi này, trâu bắt đầu thay từ răng sữa thành răng trưởng thành, có thể căn cứ vào đó để xác định thời gian.
- Nếu thấy 2 răng trưởng thành chính giữa (răng số 1) mọc bằng, đồng thời 2 răng sữa áp chính giữa (răng số 2) rụng, là trâu 2 năm tuổi.
- Khi 2 răng trưởng thành áp chính giữa (răng số 2) mọc bằng là trâu đã 3 tuổi.
- Nếu 2 răng sữa áp góc (răng số 3) rụng, trâu đã 3 tuổi rưỡi.
- Khi 2 răng trưởng thành áp góc (răng số 3) mọc bằng, trâu 4 tuổi.
- Khi 2 răng sữa ở góc (răng số 4) rụng, trâu đã được 4 tuổi rưỡi.
- Nếu 2 răng trưởng thành ở góc (răng số 4) mọc là trâu 5 tuổi. Đến đây, trâu đã thay xong toàn bộ 8 chiếc răng cửa hàm dưới.
- Nếu 2 răng ở góc (răng số 4) bắt đầu mòn, các răng khác đã mòn thành hình vệt dài, trâu đã 6 tuổi.
- Khi 2 răng áp góc (răng số 3) mòn thành hình tròn và 2 răng chính giữa (răng số 1) mòn thành hình vuông là trâu 9 tuổi.
- Nếu 2 răng chính giữa (răng số 1) xuất hiện sỉ tinh tròn (dấu vết còn lại của tuỷ răng) là trâu 12 tuổi.
- Cuối cùng, khi thấy các răng ngắn, thưa dần và lung lay là trâu đã 13 tuổi, là trâu đã già yếu.